# Andreï Markov (hockey sur glace)
Pour les articles homonymes, voir Andreï Markov et Markov.
Andreï Viktorovitch Markov (en russe : Андрей Викторович Марков ; né le 20 décembre 1978 à Voskressensk en URSS) est un joueur de hockey sur glace professionnel russe. Le 16 juillet 2010, il devient citoyen canadien.

## Biographie

### Carrière en Europe
Avant de faire son entrée dans la LNH, ce défenseur évolue dans la ligue élite de Russie avec le Khimik Voskressensk puis avec le HK Dinamo Moscou, remportant le championnat lors de la saison 1999-2000 avec le Dinamo. Il est également nommé défenseur de l'année en 1998-1999 et en 1999-2000, et meilleur joueur du championnat en 1999-2000.

### Carrière en Amérique du Nord
Acquis par les Canadiens lors du repêchage d'entrée dans la LNH 1998 à la 162e position, Markov connaît de bonnes saisons récoltant plus de 20 points au cours de chacune des neuf saisons qu'il passe dans la LNH. En 2006-07, il est classé à la 8e position des défenseurs ayant fait le plus de passes (43). L'année suivante, il se classe troisième buteur parmi les défenseurs de la ligue avec 16 réalisations. La saison 2008-09 est à ce jour sa meilleure en carrière avec une production de 64 points. Ses 52 passes le placent au premier rang chez les défenseurs de la LNH pour le nombre de passes. Mais à 4 matchs de la fin de la saison dans une victoire contre les Maple Leafs de Toronto, Markov se blesse et ne rejoue plus de la saison. En l'absence du défenseur russe les Canadiens perdent leurs quatre derniers matchs de la saison, se qualifient de justesse pour les séries éliminatoires pour se faire éliminer en perdant quatre rencontres consécutivement.
En 2009, il se blesse à la jambe gauche après être entré en contact avec un patin de Carey Price au cours du tout premier match de saison régulière. Il subit une intervention chirurgicale d'urgence dans un hôpital de Toronto et sera à l'écart du jeu pour une période minimale d'environ quatre mois. 
Le vendredi 18 décembre 2009, Markov obtient le feu vert des médecins pour son retour au jeu le lendemain, la veille de son 31e anniversaire et plus d'un mois avant la date de retour prévu. Il célèbre son retour au jeu avec 2 buts chez les Islanders de New York. Jusque-là le Canadien maintenait un dossier de 15 victoires et 18 défaites plus 3 autres défaites en prolongation (15-18-3). Avec Markov le tricolore conserve une fiche de 24-15-7, dont deux des défaites en temps règlementaire sans Markov dans l'alignement, pour finalement se qualifier de justesse pour les séries éliminatoires. Pendant les séries éliminatoires de la même saison, il se blesse au genou droit lors de la 2e ronde contre les Penguins de Pittsburgh à la suite d'une mise en échec de Matt Cooke. Cette blessure lui fit manquer le début de la saison 2010-2011 à la suite d'une opération pour réparer le ligament. Malheureusement, seulement 7 matchs après son retour au jeu, il se blesse à nouveau au genou droit lors d'une partie contre les Hurricanes de la Caroline. Cette même blessure nécessita une nouvelle opération qui le mit à l'écart du jeu pour le reste de la saison. Le 23 juin 2011, Markov signe un contrat de trois saisons avec le Canadien. 
Le 10 mars 2012, il effectue enfin un retour au jeu, contre les Canucks de Vancouver, après avoir raté 141 matchs et il obtient une assistance. Le 23 juin 2014, il signe une nouvelle entente de trois saisons avec les Canadiens. Le 23 octobre 2015, il obtient son 500 points dans la LNH lors de la victoire 7 à 2 contre les Sabres de Buffalo, pendant cette partie il récolte cinq points pour la première fois de sa carrière avec les Canadiens de Montréal. Il rejoint les défenseurs Guy Lapointe et Larry Robinson de l'organisation du tricolore.
Le 27 juillet 2017, les Canadiens annoncent que Markov ne sera pas de retour avec l'équipe pour la saison 2017-2018. Après 16 saisons à Montréal, Markov déclare officiellement dans une conférence téléphonique qu'il continue sa carrière dans la Ligue continentale de hockey. Le 31 juillet, il s'entend sur un contrat de deux ans avec l'Ak Bars Kazan.
Le 16 avril 2020, il prend sa retraite du hockey professionnel à l'âge de 41 ans.

### Carrière internationale
En équipe nationale, Markov dispute avec l'équipe de Russie les Jeux olympiques d'hiver de 2006 à Turin, les Championnats du monde de 1999, 2000 et 2005, et la Coupe du monde de 2004. Il est élu meilleur défenseur du championnat du monde qui se déroule à Moscou en Russie en 2007. Il termine avec 3 buts et 5 passes en 8 matchs, remportant la médaille de bronze. En 2008, il aide l'équipe de Russie à remporter la médaille d'or au Championnat du monde de hockey, à Québec. Il est alors le quatrième joueur et le deuxième défenseur de l'histoire des Canadiens à remporter une finale du Championnat du monde. Il participe une nouvelle fois aux Jeux olympiques d'hiver de 2014 à Sotchi avec l'équipe nationale de hockey de Russie.

## Statistiques

### En club
| Saison           | Équipe                | Ligue            |     | Saison régulière | Saison régulière | Saison régulière | Saison régulière | Saison régulière | Saison régulière |    | Séries éliminatoires | Séries éliminatoires | Séries éliminatoires | Séries éliminatoires | Séries éliminatoires | Séries éliminatoires |
| Saison           | Équipe                | Ligue            | PJ  | B                | A                | Pts              | Pun              | +/-              | PJ               | B  | A                    | Pts                  | Pun                  | +/-                  |                      |                      |
| 1996-1997        | Khimik Voskressensk   | Superliga        | 43  | 8                | 4                | 12               | 32               | -                | -                | -  | -                    | -                    | -                    | -                    |                      |                      |
| 1997-1998        | Khimik Voskressensk   | Superliga        | 43  | 10               | 5                | 15               | 83               | -                | -                | -  | -                    | -                    | -                    | -                    |                      |                      |
| 1998-1999        | HK Dinamo Moscou      | Superliga        | 38  | 10               | 11               | 21               | 32               | -                | 16               | 3  | 6                    | 9                    | 6                    |                      |                      |                      |
| 1999-2000        | Dinamo Moscou         | Superliga        | 29  | 11               | 12               | 23               | 28               | -                | -                | -  | -                    | -                    | -                    | -                    |                      |                      |
| 2000-2001        | Canadiens de Montréal | LNH              | 63  | 6                | 17               | 23               | 18               | -6               | -                | -  | -                    | -                    | -                    | -                    |                      |                      |
| 2000-2001        | Citadelles de Québec  | LAH              | 14  | 0                | 5                | 5                | 4                | +7               | 7                | 1  | 1                    | 2                    | 2                    | -1                   |                      |                      |
| 2001-2002        | Canadiens de Montréal | LNH              | 56  | 5                | 19               | 24               | 24               | -1               | 12               | 1  | 3                    | 4                    | 8                    | -2                   |                      |                      |
| 2001-2002        | Citadelles de Québec  | LAH              | 12  | 4                | 6                | 10               | 7                | +14              | -                | -  | -                    | -                    | -                    | -                    |                      |                      |
| 2002-2003        | Canadiens de Montréal | LNH              | 79  | 13               | 24               | 37               | 34               | +13              | -                | -  | -                    | -                    | -                    | -                    |                      |                      |
| 2003-2004        | Canadiens de Montréal | LNH              | 69  | 6                | 22               | 28               | 20               | -2               | 11               | 1  | 4                    | 5                    | 8                    | +3                   |                      |                      |
| 2004-2005        | Dinamo Moscou         | Superliga        | 42  | 7                | 16               | 23               | 76               | +27              | 10               | 2  | 0                    | 2                    | 22                   | +8                   |                      |                      |
| 2005-2006        | Canadiens de Montréal | LNH              | 67  | 10               | 36               | 46               | 74               | +13              | 6                | 0  | 1                    | 1                    | 4                    | +2                   |                      |                      |
| 2006-2007        | Canadiens de Montréal | LNH              | 77  | 6                | 43               | 49               | 56               | +2               | -                | -  | -                    | -                    | -                    | -                    |                      |                      |
| 2007-2008        | Canadiens de Montréal | LNH              | 82  | 16               | 42               | 58               | 63               | +1               | 12               | 1  | 3                    | 4                    | 8                    | 0                    |                      |                      |
| 2008-2009        | Canadiens de Montréal | LNH              | 78  | 12               | 52               | 64               | 36               | -2               | -                | -  | -                    | -                    | -                    | -                    |                      |                      |
| 2009-2010        | Canadiens de Montréal | LNH              | 45  | 6                | 28               | 34               | 32               | +11              | 8                | 0  | 4                    | 4                    | 0                    | -3                   |                      |                      |
| 2010-2011        | Canadiens de Montréal | LNH              | 7   | 1                | 2                | 3                | 4                | +2               | -                | -  | -                    | -                    | -                    | -                    |                      |                      |
| 2011-2012        | Canadiens de Montréal | LNH              | 13  | 0                | 3                | 3                | 4                | -4               | -                | -  | -                    | -                    | -                    | -                    |                      |                      |
| 2012-2013        | Vitiaz Tchekhov       | KHL              | 21  | 1                | 6                | 7                | 16               | +3               | -                | -  | -                    | -                    | -                    | -                    |                      |                      |
| 2012-2013        | Canadiens de Montréal | LNH              | 48  | 10               | 20               | 30               | 14               | -9               | 5                | 0  | 1                    | 1                    | 0                    | -2                   |                      |                      |
| 2013-2014        | Canadiens de Montréal | LNH              | 81  | 7                | 36               | 43               | 34               | 12               | 17               | 1  | 9                    | 10                   | 10                   | -5                   |                      |                      |
| 2014-2015        | Canadiens de Montréal | LNH              | 81  | 10               | 40               | 50               | 38               | +22              | 12               | 1  | 1                    | 2                    | 8                    | -1                   |                      |                      |
| 2015-2016        | Canadiens de Montréal | LNH              | 82  | 5                | 39               | 44               | 38               | -6               | -                | -  | -                    | -                    | -                    | -                    |                      |                      |
| 2016-2017        | Canadiens de Montréal | LNH              | 62  | 6                | 30               | 36               | 16               | +18              | 6                | 0  | 1                    | 1                    | 10                   | -1                   |                      |                      |
| 2017-2018        | Ak Bars Kazan         | KHL              | 55  | 5                | 28               | 33               | 42               | +7               | 19               | 1  | 2                    | 3                    | 12                   | +5                   |                      |                      |
| 2018-2019        | Ak Bars Kazan         | KHL              | 49  | 2                | 12               | 14               | 20               | +13              | 4                | 0  | 0                    | 0                    | 6                    | -5                   |                      |                      |
| 2019-2020        | Lokomotiv Iaroslavl   | KHL              | 23  | 1                | 6                | 7                | 32               | 0                | 6                | 0  | 1                    | 1                    | 2                    | -1                   |                      |                      |
| Totaux Superliga | Totaux Superliga      | Totaux Superliga | 231 | 46               | 48               | 94               | 265              | +41              | 47               | 10 | 10                   | 20                   | 36                   | +19                  |                      |                      |
| Totaux LNH       | Totaux LNH            | Totaux LNH       | 990 | 119              | 453              | 572              | 505              | +64              | 89               | 5  | 27                   | 32                   | 56                   | -7                   |                      |                      |

### En équipe nationale
| Année | Compétition                  |   | PJ | B | A | Pts | Pun | +/-                |  | Résultat |
| 1996  | Championnat d'Europe -18 ans | 5 | 0  | 0 | 0 | 0   |     | Médaille d’or      |  |          |
| 1997  | Championnat du monde junior  | 6 | 0  | 1 | 1 | 2   | +10 | Médaille de bronze |  |          |
| 1998  | Championnat du monde junior  | 7 | 2  | 3 | 5 | 6   | +7  | Médaille d'argent  |  |          |
| 1999  | Championnat du monde         | 6 | 1  | 4 | 5 | 2   | +3  | Cinquième place    |  |          |
| 2000  | Championnat du monde         | 6 | 0  | 2 | 2 | 0   | +7  | Onzième place      |  |          |
| 2004  | Coupe du monde               | 2 | 0  | 1 | 1 | 2   | -1  | Quart de finale    |  |          |
| 2005  | Championnat du monde         | 9 | 1  | 4 | 5 | 20  | +8  | Médaille de bronze |  |          |
| 2006  | Jeux Olympiques              | 8 | 1  | 2 | 3 | 6   | +7  | Quatrième place    |  |          |
| 2007  | Championnat du monde         | 8 | 3  | 5 | 8 | 2   | +5  | Médaille de bronze |  |          |
| 2008  | Championnat du monde         | 6 | 0  | 2 | 2 | 4   | -1  | Médaille d’or      |  |          |
| 2010  | Jeux olympiques              | 4 | 0  | 2 | 2 | 0   | -1  | Sixième place      |  |          |
| 2014  | Jeux olympiques              | 5 | 0  | 2 | 2 | 0   | +2  | Cinquième place    |  |          |
| 2016  | Coupe du monde               | 4 | 0  | 0 | 0 | 6   | -2  | Demi-finales       |  |          |